# 上貝內紹夫
上貝內紹夫是捷克的城鎮，位於該國東北部，距離首府俄斯特拉發20公里，由摩拉維亞-西利西亞州負責管轄，面積20.40平方公里，海拔高度568米，2010年人口達2,461。

## 外部連結
- Official website（页面存档备份，存于）
- Statistics for Horní Benešov